# Billericay
Billericay este un oraș în comitatul Essex, regiunea East, Anglia. Orașul se află în districtul Basildon. 